# Wokrenterstraße

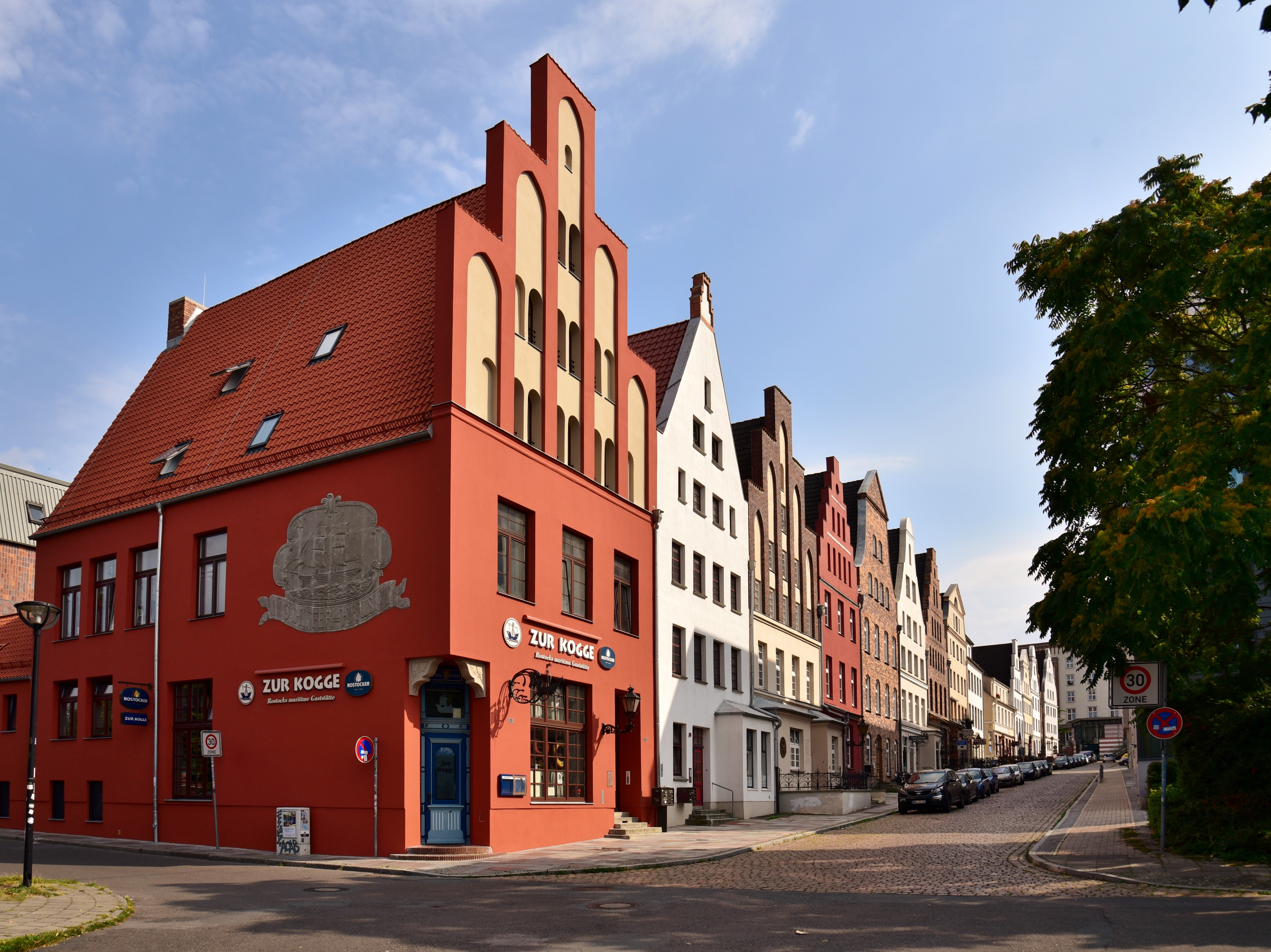
Wokrenterstraße, Ostseite, Hausnr. 27 aufwärts

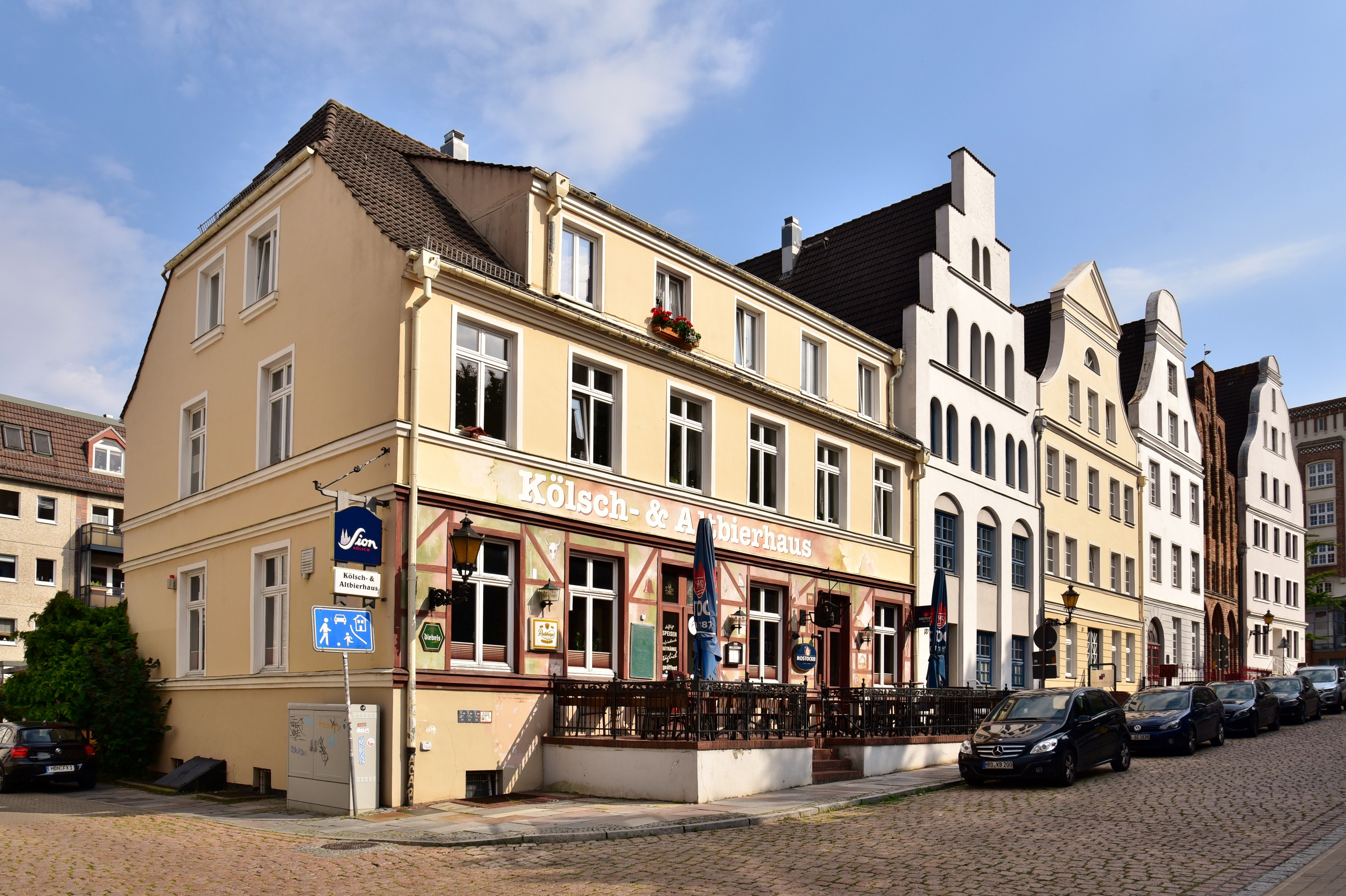
Wokrenterstraße, Ostseite, Hausnr. 36–41

Die Wokrenterstraße ist eine historische Straße im heute Nördliche Altstadt genannten Stadtgebiet der Hanse- und Universitätsstadt Rostock. Sie verbindet die Straßen An der Oberkante im Süden und Am Strande im Norden und markiert die Nahtstelle zwischen der Bebauung in industrieller Bauweise und der unter Verwendung historischer Giebelelemente sanierten Bausubstanz. Damit ist die Wokrenterstraße in Rostock einzigartig.

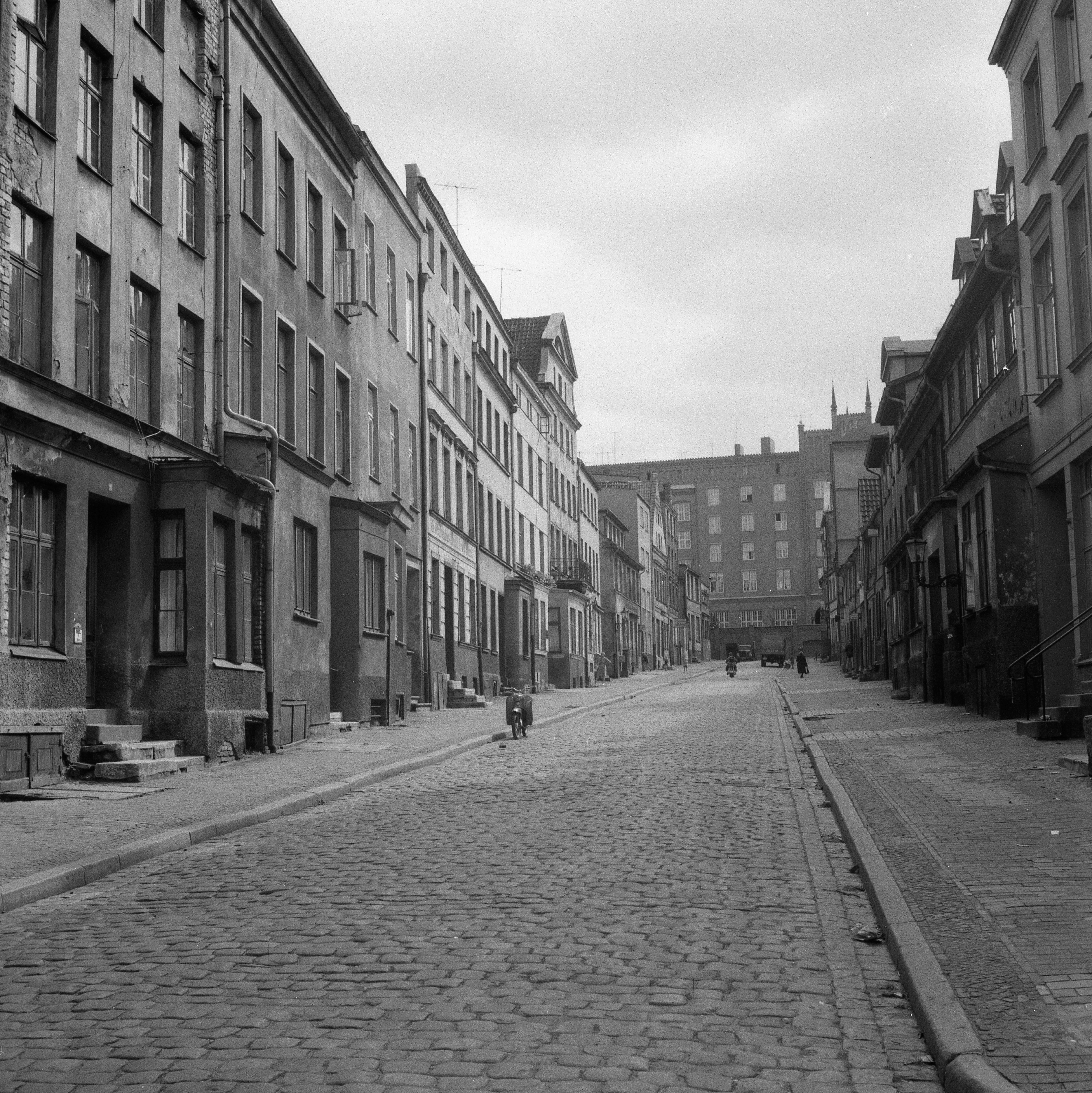
Wokrenterstraße, Blick nach Süden 1962

## Geschichte
Die als platea wokrenten 1271 erstmals schriftlich erwähnte Wokrenterstraße wurde nach einem alten Rostocker Patriziergeschlecht benannt – neben ihrer Lage ein Indiz dafür, dass sie zu den wichtigen Rostocker Straßen gehörte. Herkunftsnamen waren für Straßen der nördlichen Mittel- und Neustadt im Mittelalter durchaus üblich. Die Wokrents stammten wahrscheinlich aus dem gleichnamigen mecklenburgischen Dorf, das heute einen Ortsteil der Gemeinde Jürgenshagen bildet. Für den Zuzug aus der näheren Umgebung spricht das typische „de“ („von“) im Namen der frühen Familienmitglieder.
Die Wokrenterstraße führte aus der historischen Neustadt zum Stadthafen und endete an einem der 13 Strandtore der Rostocker Stadtbefestigung: dem mit einer Kaufmannsbrücke (Landungsbrücke) ausgestatteten Wokrentertor. Sechs parallel verlaufende Straßen in diesem Gebiet wiesen in der späthansischen Blütezeit des Rostocker Bierbrauens die höchste Dichte an Brauhäusern auf, etwa 20 alleine in der Wokrenterstraße. Ein Beleg für deren frühe Existenz ist der erst im 20. Jahrhundert entdeckte Feldsteinbrunnen, der aus der Zeit vor Mitte des 15. Jahrhunderts stammen muss, denn dann legte man in Rostock die ersten hölzernen Wasserleitungssysteme an. Ein Badehaus ist bereits für 1361 nachweisbar. Bewohnt wurde die Wokrenterstraße unter anderem von Schiffern und Böttchern – und natürlich den Brauherren (Brauereibesitzern) mit ihren Familien. Entsprechend ihrem hohen Ansehen stellten diese auch einige Ratsherren. Dem Rostocker Stadtbrand von 1677 entging die Straße nur knapp. Den Zerstörungen des Zweiten Weltkriegs folgte der Verfall – bis man sich in den 1970er-Jahren eines Besseren besann.

## Sanierung der Ostseite

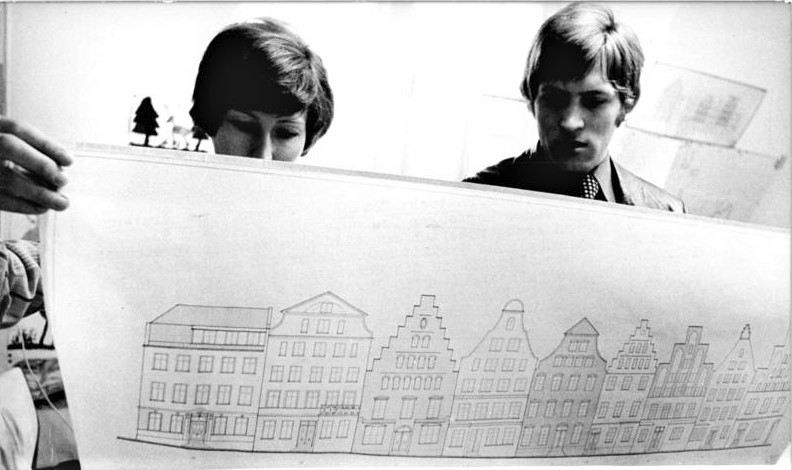
Architektin und Denkmalpfleger mit dem Entwurf der Giebelfronten (1978)

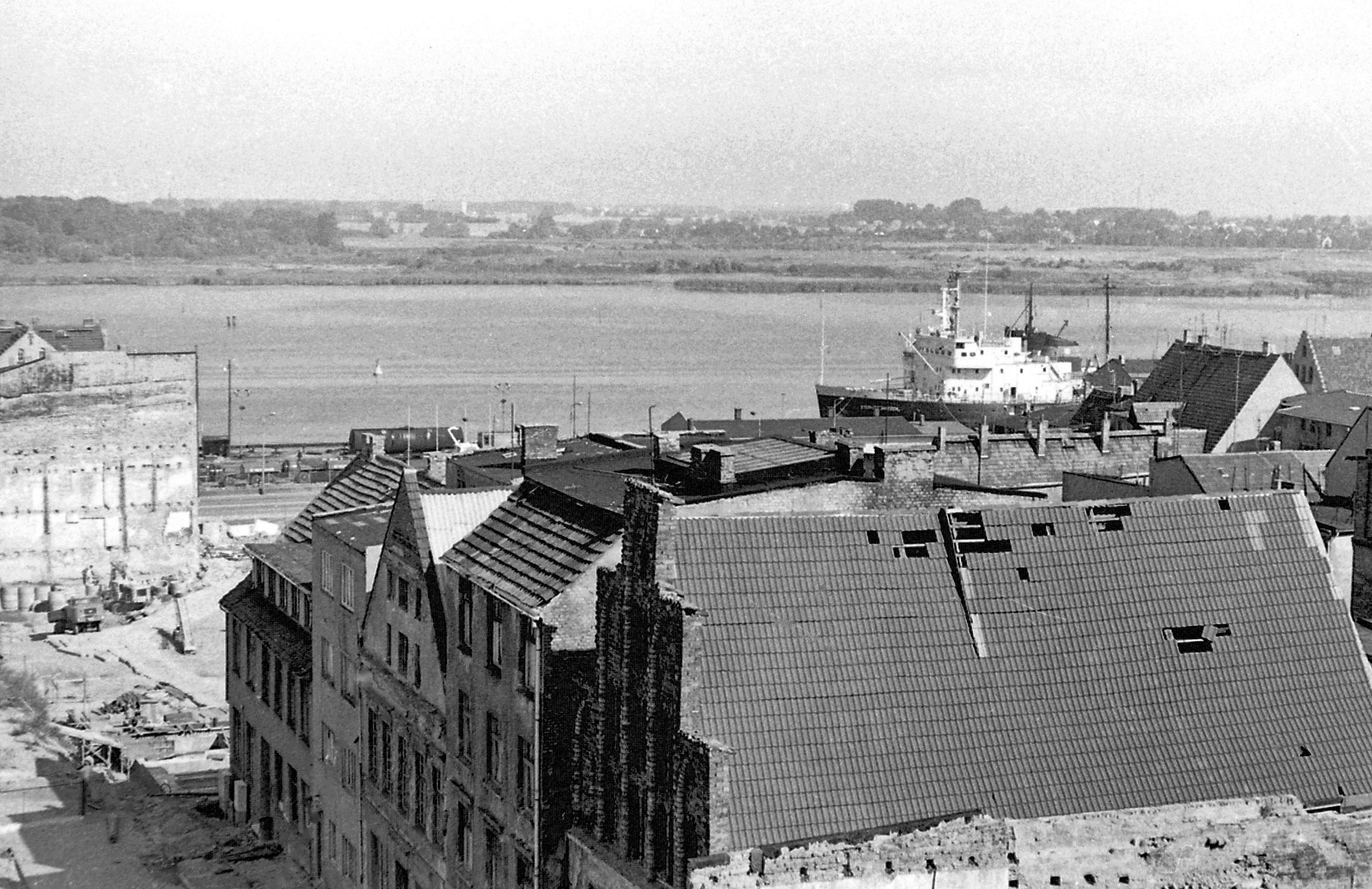
Baustelle Wokrenterstraße (1980)

Die Wokrenterstraße teilte zunächst das Schicksal des gesamten Hafenviertels. Viele Häuser mussten trotz Wohnungsknappheit wegen Baufälligkeit aufgegeben werden. In der ersten Hälfte der 1970er-Jahre begann der Abbruch von West nach Ost – mit dem Ziel, das Areal gänzlich neu zu gestalten. Das 1975 verabschiedete Denkmalschutzgesetz der DDR trug mit dazu bei, den Flächenabriss an der Westseite der Wokrenterstraße zu beenden. Zugleich wurde für das „Hausbaumhaus“ und das Haus mit der Traditionsgaststätte „Zur Kogge“ Umgebungsschutz festgelegt.
1977 erarbeitete das Büro für Stadtplanung unter der Leitung der Architekten Ingrid Bräuer und Hans-Joachim Lorenzen das Konzept zur Rekonstruktion. Es basierte auf der Vorgabe, die vorhandene Bausubstanz zu modernisieren und dabei so viel wie möglich von ihr zu erhalten. Der Entwurf sah ein typisch historisches Straßenbild mit Giebelhausreihung vor, wobei die Hausbreiten und Anzahl der Fensterachsen, die Höhe der Gebäude und die originäre Bauzeit die Auswahl der Giebelformen bestimmten. Anregungen lieferten die im Zweiten Weltkrieg und bei der Umgestaltung zur Magistrale verlorengegangenen Giebelfronten der Langen Straße, die bis zu diesem Zeitpunkt noch das südliche Ende der Wokrenterstraße markierte.
Der fortschreitende Verfall der Gebäude infolge des vorzeitigen Freizuges und verzögerter Sanierungsmaßnahmen machte 1979 jedoch den Abriss der Straßenzeile bis auf drei Gebäude (Nr. 27, 39 und 40) erforderlich. Die abgebrochenen 15 Häuser wurden 1980 bis 1985 in traditioneller Ziegelbauweise neu errichtet. Man behielt die ursprüngliche Gebäudetiefe von ca. 17 Metern bei und richtete zwei Wohnungen pro Etage ein. Insgesamt entstanden 87 Wohnungen. Die meisten Gebäude wurden mit Läden, Gaststätten oder Werkstätten für Gewerbetreibende und Kunsthandwerker ausgestattet, fünf Bauten erhielten Terrassenanlagen. An einigen Gebäuden konnten geborgene historische Bauteile, wie Haustüren, Metallgitter und Ausleger von Straßenlaternen, wieder eingebaut werden. Hinter Haus Nr. 41 entdeckte man einen alten Brunnen und hob ihn bis in eine Tiefe von 13 Metern aus. Mit den ausgegrabenen Findlingssteinen konnte der oberirdische Brunnenkranz wieder aufgebaut werden. Das Abdeckgitter wurde ergänzt.

## Denkmalschutz

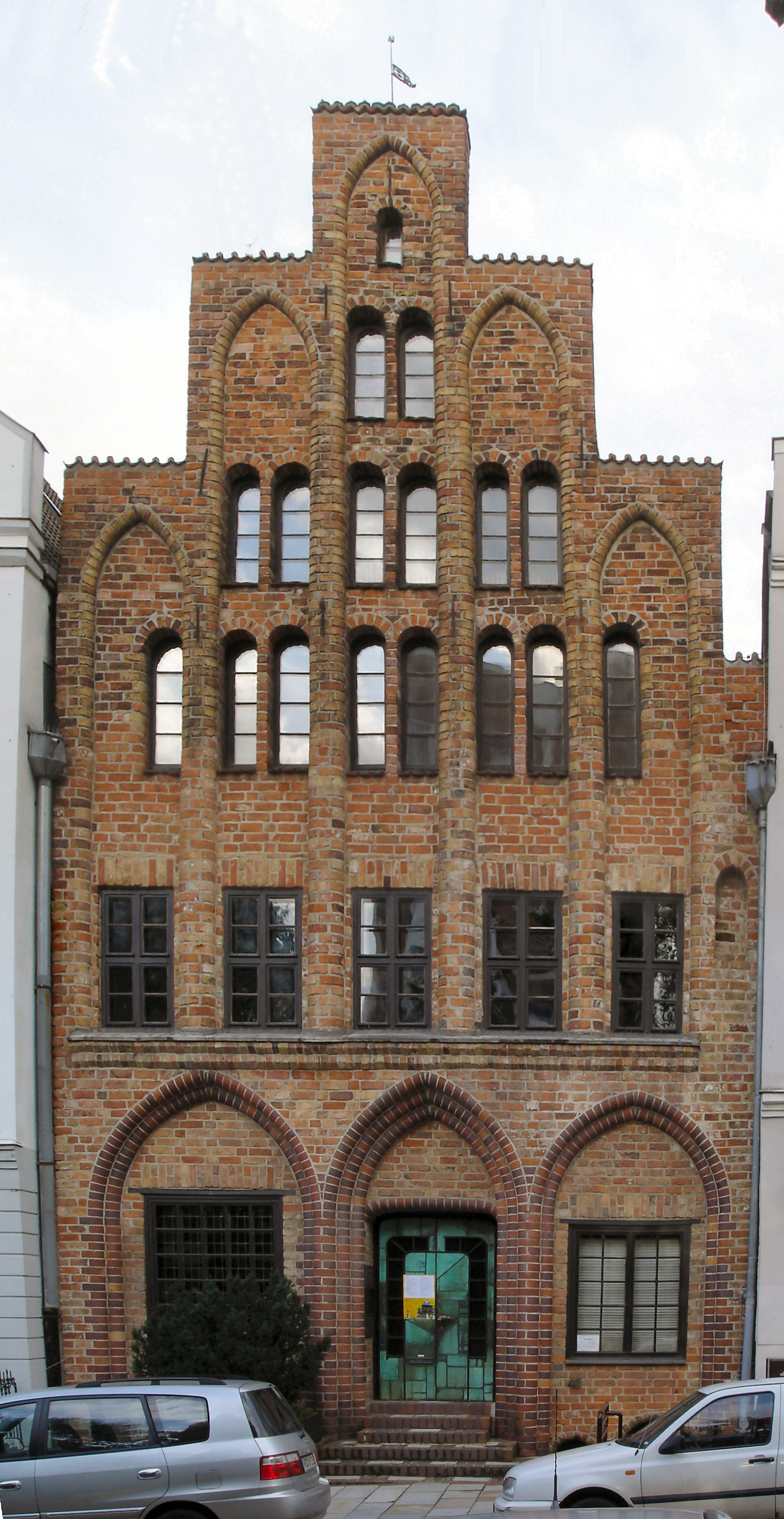
Hausbaumhaus

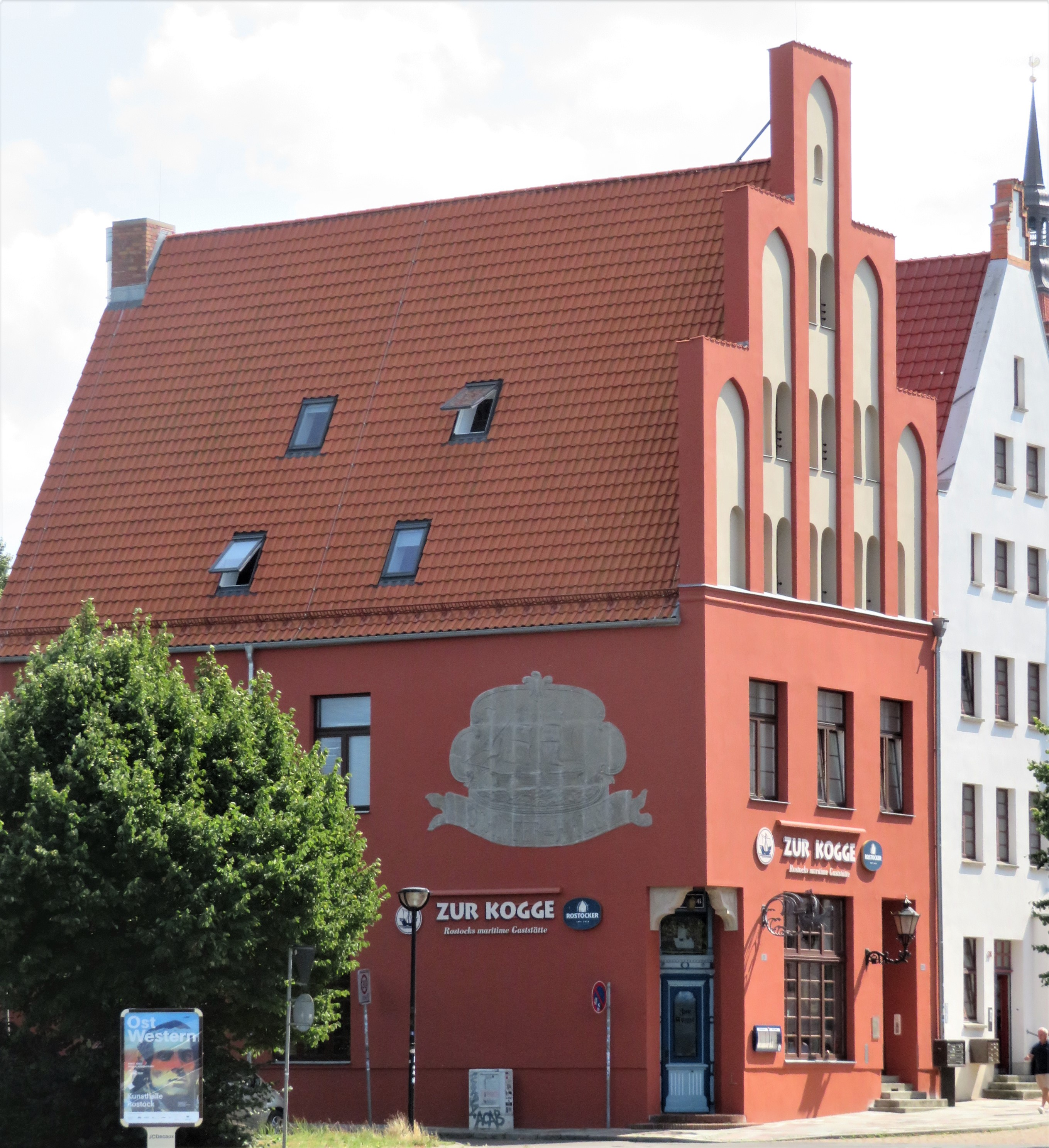
Gaststätte „Zur Kogge“

Die folgenden beiden Gebäude in der Wokrenterstraße werden in der aktuellen Liste der Baudenkmale in Rostock geführt. Ihr Umgebungsschutz war der Anlass zur Wiedererrichtung des typischen historischen Straßenbildes mit Giebelhausreihung.

### Hausbaumhaus, Wokrenterstraße 40
Das Kaufmannshaus mit gestaffeltem Backsteingiebel aus dem Jahr 1490 ist das einzige in Rostock erhaltene Haus, das als architektonische Besonderheit einen Hausbaum aufweist. Sein aus Eichenholz bestehender Stamm ruht im Keller auf einem großen Findling und steht nahezu in der Hausmitte. Er dient unterstützend dazu, die Lasten aus den als Speicher genutzten Böden auf den Fundamentstein zu übertragen. Ähnliche Gebäude sind noch in Greifswald und Stralsund zu finden.

### Gaststätte „Zur Kogge“, Wokrenterstraße 27
Von den zahlreichen Kneipen und Spelunken, die typischerweise in der Nähe des Hafens einer Hansestadt existierten, sind in Rostock nur sehr vereinzelte verblieben. In dem Eckhaus Wokrenterstraße/Strandstraße befand sich bereits 1856 das Lokal „Stadt Hamburg“. Mit dem mehrfachen Wechsel des Namens ging auch eine wechselvolle Geschichte einher. Diese reicht von einer berüchtigten Seemannskneipe namens „Schiffer-Hus“ Anfang des 20. Jahrhunderts über Bombenschäden 1942, die Wiedereröffnung als „Zur Kogge“ 1945, den Abriss bis auf die Grundmauern und die Neuerrichtung Anfang der 1980er-Jahre bis zum erneuten Ausschank im Mai 1983. Die beauftragten Bauleute erhielten den Gastraum im Original und modernisierten die Serviceräume. Seitdem ist die Gaststätte „Zur Kogge“ ein Touristenmagnet mit maritimem Flair. Das Relief an der Außenwand erinnert an den alten Namen.

## Westseite und Umgebung
Aus finanziellen Gründen konnte die aufwendige Sanierung nicht für die gesamte Nördliche Altstadt realisiert werden. Im Dezember 1983 begann man im Zuge der ein Jahrzehnt zuvor begonnenen Flächensanierung mit der Neubebauung des Gebiets westlich der sanierten Häuserreihe. Auf der freigeräumten Fläche standen anschließend nur noch die denkmalgeschützten Speicher Hornscher Hof (Beim Hornschen Hof 6), Wittespeicher (Schnickmannstraße 14), Auf der Huder (1a/1b) und Badstüberstraße (4a-6) sowie ein kleines Heizwerk in der Aalstecherstraße.
Unter größtmöglicher Beibehaltung der alten Straßenstrukturen und Straßennamen wurde in vorgegebener Plattenbauweise ein ganzes Viertel neu errichtet. Die Gestaltung sollte sich von der in den Großwohnsiedlungen unterscheiden. Es entstanden schmale Einzelgebäude im Wechsel von Giebel- und Traufstellung, die man der Hangsituation angepasst aneinanderreihte. Im Dokumentarfilm von 1985 rollt der Stadtarchivar die 400 Jahre alte Vicke-Schorler-Rolle auf und betont deren Bedeutung als Inspirationsquelle für die Architekten am Beispiel der abgestumpften Giebel.
Die erste Platte mit Backsteinverblendung wurde 1984 in der Wokrenterstraße Nr. 1 gesetzt. Drei Jahre später war das Viertel fertig: Etwa 5.000 Menschen leben seither in den 5-geschossigen Häusern, umgeben von Eckhäusern mit Geschäften und Restaurants. Das durch Grünanlagen aufgelockerte Ensemble fand große Beachtung im In- und Ausland. Höhepunkt der Auszeichnungen war der „Grand Prix“ auf der IV. Weltbiennale der Architektur 1987 in Sofia.
Im westlich an die Wokrenterstraße anschließenden Areal befinden sich in unmittelbarer Nähe zwei sanierte Baudenkmale:

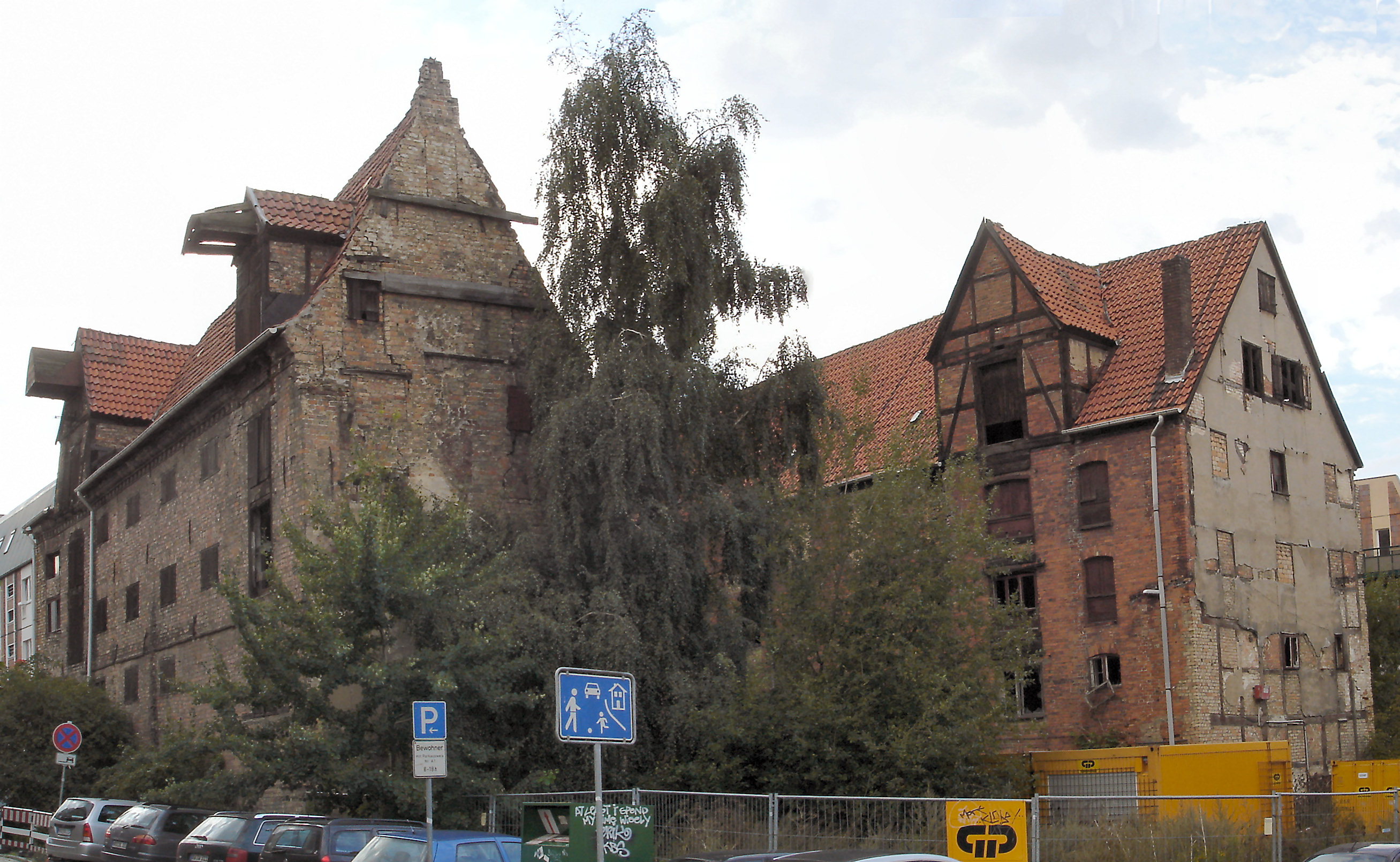
Hornscher Hof vor Sanierungsbeginn (2006)

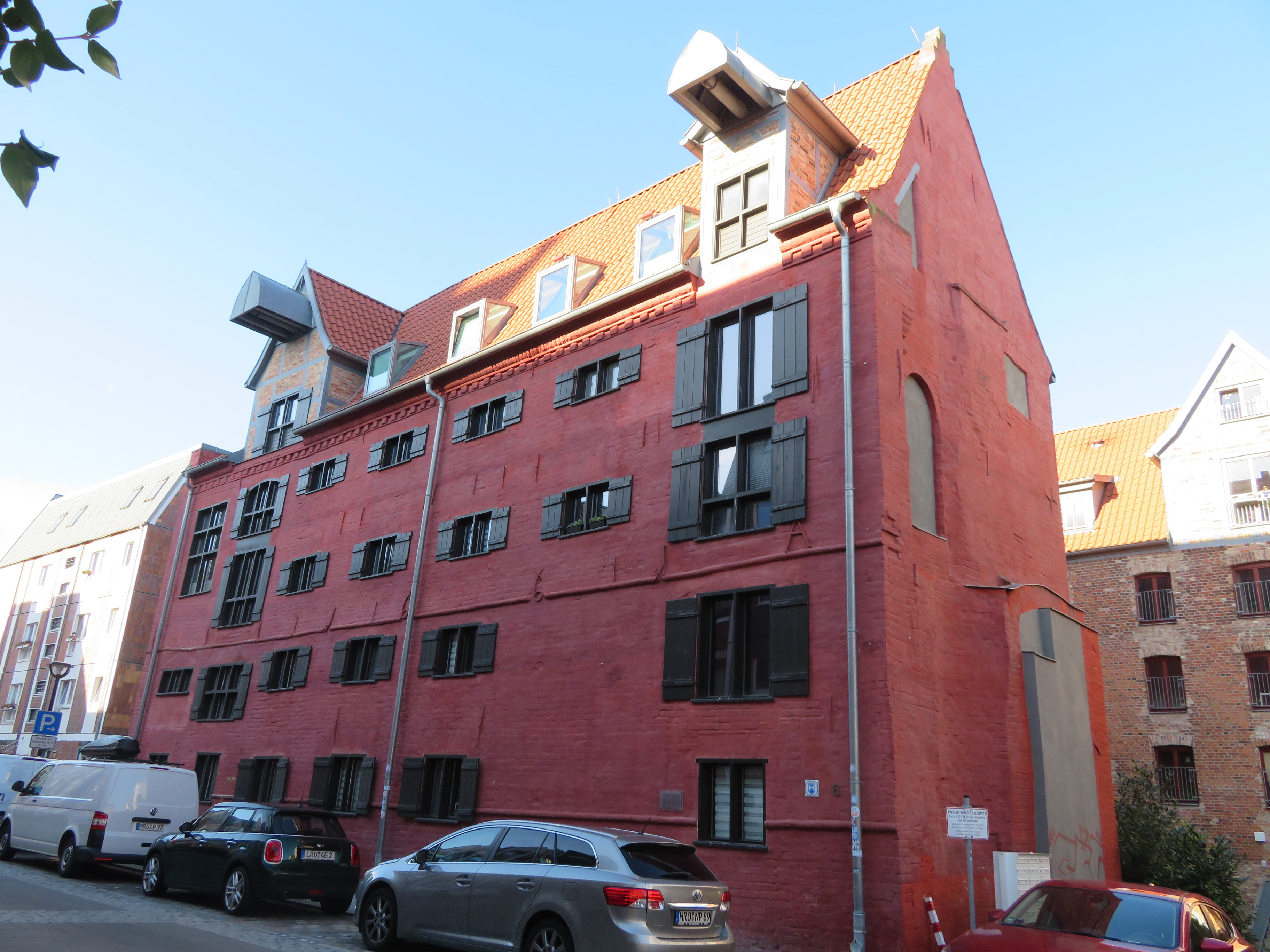
Hornscher Hof (Südflügel) seit 2014

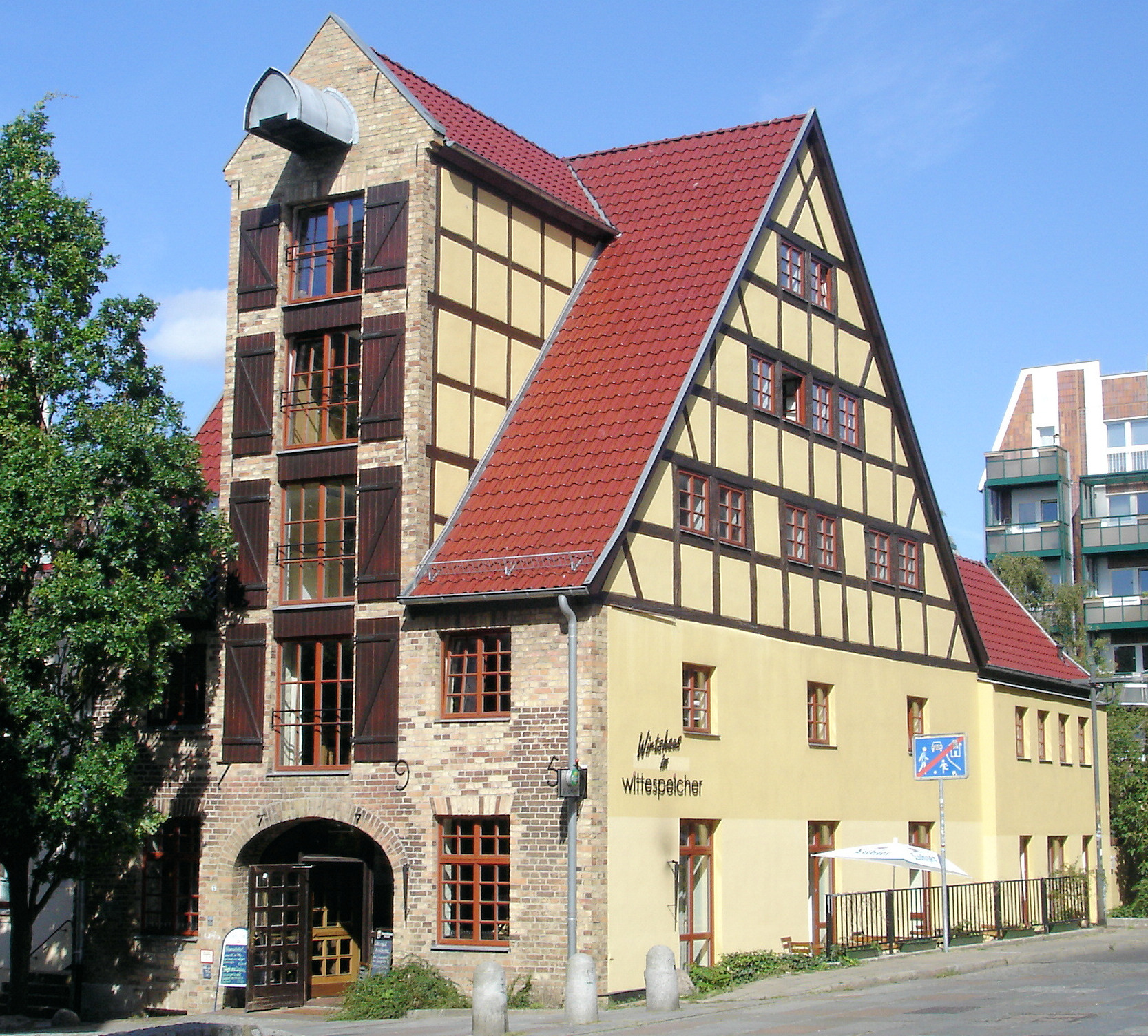
Wittespeicher (2009)

### Speicher „Hornscher Hof“, Beim Hornschen Hof 6
Das heutige Gebäudeensemble in einer von der Wokrenterstraße abzweigenden Nebenstraße existiert bereits seit dem Jahr 1612. Es trägt den Namen des Grafen Friedrich Wilhelm Leopold von Horn, der das damals noch zweiflügelige Wohn- und Brauhaus 1702 erwarb und dort bis zu seinem Tod 1709 residierte. Seine herrschaftliche Ausstattung hatte es zuvor von Johann Stallmeister, dem Sohn des Erbauers, erhalten. Nachdem 1760 das Ballhaus am Steintor eingestürzt war, diente der Hornsche Hof als provisorische Theaterspielstätte („Comödienbude“). Nach 1783 ließ der vermögende Kaufmann Wilhelm Prehn den Hof zur Kornspeicheranlage umbauen und 1796 durch den Neubau des Nordflügels erweitern. Wann genau die bis 1990 bestehende Nutzung „für unterschiedlichste Lagerzwecke“ begann, ist nicht überliefert. Nur durch Städtebaufördermittel konnte der vernachlässigte Dreiflügelbau vor dem Verfall gerettet werden – bis sich ein Investor fand, der 2011 mit der Grundsanierung begann. 2014 konnten 26 neue Wohnungen zwischen 40 und 200 m² bezogen werden. Die rote Farbe für den Außenanstrich entspricht dem historischen Vorbild.

### Wittespeicher, Schnickmannstraße 14
In der parallel zur Wokrenterstraße verlaufenden Schnickmannstraße blieb der Wittespeicher, auch Wittescher Speicher, erhalten. Die Giebelanker geben 1795 als Jahr der Erbauung des ursprünglichen Getreidespeichers an. Der Keller mit Tonnengewölbe und Katzenkopfsteinpflasterung ist jedoch vermutlich älter. 1862 erwarb der Apotheker Friedrich Witte den Fachwerkbau und gründete dort eine chemische Fabrik, die Keimzelle der  Fr. Witte. Chemische Fabriken. Der Überlieferung nach diente das Gebäude dem Postversand für die auf dem angrenzenden Gelände produzierten Präparate, darunter Pepsin, das 1873 auf den Markt kam und Witte die Weltmarktführerschaft eintrug. In den 1980er-Jahren erfolgte die Grundsanierung und Unterbringung der Rostock-Information. Anfang der 2000er-Jahre erhielt der Wittespeicher sein heutiges Aussehen und wird seither von der Gastronomie genutzt.

## Dokumentarfilm
- Die Wokrenterstrasse. Regie: Werner Wüste. DEFA-Studio für Dokumentarfilme, DDR 1985. 18 Minuten.[10]